# Morti il 4 agosto
| Questa pagina contiene informazioni ricavate automaticamente dalle voci biografiche con l'ausilio del template Bio e di un bot. L'aggiornamento è periodico e automatico e ricostruisce completamente la pagina. Se manca una persona in questa lista, sei pregato di non aggiungerla, ma accertati piuttosto che la sua voce biografica contenga il template Bio e che i dati anagrafici siano correttamente compilati. Se il template Bio manca, inseriscilo tu stesso o, in alternativa, metti l'avviso {{tmp\|Bio}} che ne segnala la mancanza. Se i dati riportati sono sbagliati, correggi direttamente la voce biografica; le modifiche saranno visibili in questa lista entro pochi giorni. Per chiarimenti vedi il progetto biografie. La lista contiene solo le 459 persone che sono citate nell'enciclopedia e per le quali è stato implementato correttamente il template Bio. Pagina aggiornata al 13 ago 2025. |

## III secolo(1)
- 221 - Lady Zhen, cinese (n. 183)

## VIII secolo(1)
- 785 - Al-Mahdi

## IX secolo(1)
- 886 - Muhammad I ibn Abd al-Rahman, emiro (n. 823)

## XI secolo(3)
- 1060 - Enrico I di Francia, sovrano francese (n. 1008)
- 1072 - Romano IV Diogene, imperatore bizantino
- 1093 - Alano il Rosso, generale francese

## XII secolo(5)
- 1106 - Minamoto no Yoshiie, militare giapponese (n. 1039)
- 1113 - Gertrude Billung, nobile tedesca (n. 1028)
- 1119 - Landolfo Rangone, cardinale e arcivescovo cattolico italiano
- 1156 - Ottone IV di Wittelsbach, nobile tedesco
- 1173 - Raimondo, vescovo cattolico italiano

## XIII secolo(6)
- 1240 - Ludmilla di Boemia, nobile boema (n. 1170)
- 1265 - Enrico di Montfort, nobile inglese (n. 1238)
- 1265 - Peter de Montfort, condottiero, diplomatico e nobile inglese
- 1265 - Simone V di Montfort, conte inglese (n. 1208)
- 1266 - Oddone di Borgogna, conte di Nevers, nobile (n. 1230)
- 1290 - Beata Cecilia, religiosa italiana

## XIV secolo(5)
- 1306 - Venceslao III di Boemia, re (n. 1289)
- 1338 - Tommaso Plantageneto, I conte di Norfolk, nobile britannico (n. 1300)
- 1369 - Katherine Mortimer, nobile inglese (n. 1314)
- 1378 - Galeazzo II Visconti (n. 1320)
- 1383 - Liubartas, principe lituano

## XV secolo(5)
- 1430 - Filippo di Brabante, conte (n. 1404)
- 1448 - Antonio Ordelaffi, nobile
- 1477 - Jacques d'Armagnac, nobile francese
- 1482 - Antonio Loredan, nobile (n. 1420)
- 1484 - Cherubino da Spoleto, francescano, predicatore e scrittore italiano (n. 1414)

## XVI secolo(19)
- 1521 - Riccio da Parma, condottiero italiano
- 1525 - Andrea della Robbia, scultore e ceramista italiano (n. 1435)
- 1526 - Juan Sebastián Elcano, navigatore spagnolo
- 1542 - Pomponio Ceci, cardinale e vescovo cattolico italiano
- 1546 - Mariangelo Accursio, umanista, filologo e archeologo italiano (n. 1489)
- 1547 - Fra Paolino da Pistoia, pittore italiano (n. 1488)
- 1560 - Maeda Toshimasa, militare giapponese
- 1566 - Girolamo della Robbia, ceramista italiano (n. 1488)
- 1566 - Cristoforo di Oldenburg, conte danese
- 1571 - Astorre II Baglioni, condottiero italiano (n. 1526)
- 1571 - Alvise Martinengo, nobile e militare italiano (n. 1522)
- 1578 - Abu Abd Allah Muhammad II al-Mutawakkil, sultano marocchino
- 1578 - Abu Marwan Abd al-Malik I, sultano marocchino
- 1578 - João de Mendonça Furtado, militare portoghese (n. 1530)
- 1578 - Sebastiano I del Portogallo, re portoghese (n. 1554)
- 1578 - Thomas Stucley, nobile e militare britannico
- 1591 - François de La Noue, condottiero e scrittore francese (n. 1531)
- 1598 - William Cecil, I barone Burghley, politico e nobile inglese (n. 1520)
- 1598 - Ercole Ramazzani, pittore e scultore italiano

## XVII secolo(14)
- 1605 - Carlo I d'Elbeuf, nobile francese (n. 1556)
- 1607 - Bartolomeo Ferrero, vescovo cattolico italiano (n. 1550)
- 1624 - Emanuele Filiberto di Savoia, militare (n. 1588)
- 1627 - Anastasio Germonio, arcivescovo cattolico, giurista e diplomatico italiano (n. 1551)
- 1629 - Andrea Baroni Peretti Montalto, cardinale e vescovo cattolico italiano (n. 1572)
- 1633 - Antonio Bellavia, presbitero e missionario italiano (n. 1592)
- 1639 - Juan Ruiz de Alarcón, drammaturgo e scrittore messicano (n. 1581)
- 1641 - Otto III di Brunswick, nobile tedesco (n. 1572)
- 1659 - Ikoma Ienaga, militare giapponese (n. 1611)
- 1659 - Ikoma Takatoshi, militare giapponese (n. 1611)
- 1683 - Turhan Sultan
- 1690 - Bianca Maria Aloisia Malaspina, nobildonna italiana
- 1696 - Francesco Maria Rini, vescovo cattolico italiano (n. 1624)
- 1699 - Maria Sofia del Palatinato-Neuburg, regina (n. 1666)

## XVIII secolo(19)
- 1704 - Eleonora del Liechtenstein, principessa austriaca (n. 1647)
- 1709 - Elisabetta Amalia d'Assia-Darmstadt, nobildonna (n. 1635)
- 1709 - Marcos Rama, vescovo cattolico e teologo spagnolo (n. 1649)
- 1726 - Carlo I Federico di Montmorency-Luxembourg, nobile e generale francese (n. 1662)
- 1727 - Victor-Maurice de Broglie, nobile e militare francese (n. 1647)
- 1732 - Robert Carter I, imprenditore statunitense (n. 1663)
- 1734 - Ilario Spolverini, pittore italiano (n. 1657)
- 1736 - Francesco Maria Imperiale, doge italiano (n. 1653)
- 1739 - René-François de Beauvau du Rivau, arcivescovo cattolico francese (n. 1664)
- 1743 - Charles Emil Lewenhaupt, generale svedese (n. 1691)
- 1753 - Gottfried Silbermann, organaro tedesco (n. 1683)
- 1774 - Muhsinzade Mehmed Pascià, politico ottomano (n. 1704)
- 1775 - Richard Houston, incisore e pittore irlandese (n. 1721)
- 1778 - Giuseppe Recupero, geologo, storico e vulcanologo italiano (n. 1720)
- 1778 - Pierre de Rigaud de Vaudreuil-Cavagnal, funzionario e militare francese (n. 1698)
- 1781 - Angelo Crescimbeni, pittore italiano (n. 1734)
- 1786 - Marco Alvise Pitteri, incisore italiano (n. 1702)
- 1792 - John Burgoyne, militare, politico e drammaturgo britannico (n. 1722)
- 1795 - Francisco Bayeu, pittore spagnolo (n. 1734)

## XIX secolo(54)
- 1804 - Adam Duncan, ammiraglio britannico (n. 1731)
- 1818 - Tom Molineaux, pugile statunitense (n. 1784)
- 1822 - Kristjan Jaak Peterson, poeta estone (n. 1801)
- 1823 - Giuseppe Pannilini, vescovo cattolico italiano (n. 1742)
- 1826 - Jean-Jacques Paulet, medico e micologo francese (n. 1740)
- 1828 - Félix de Avelar Brotero, medico e botanico portoghese (n. 1744)
- 1830 - Matthias Richards, politico statunitense (n. 1758)
- 1832 - Étienne-Jean-François Borderies, vescovo cattolico, teologo e letterato francese (n. 1764)
- 1832 - Franz Seraph von Orsini-Rosenberg, nobile e generale austriaco (n. 1761)
- 1836 - Pierre-Charles Bridan, scultore francese (n. 1766)
- 1840 - José María Narváez, militare, esploratore e navigatore spagnolo (n. 1768)
- 1845 - Gabriele Fergola, matematico italiano (n. 1795)
- 1849 - Anita Garibaldi, rivoluzionaria brasiliana (n. 1821)
- 1850 - Qaddur al-Alami, poeta e mistico marocchino (n. 1741)
- 1851 - Louisa Stuart, scrittrice britannica (n. 1757)
- 1855 - Giacomo Grandoni, funzionario e politico italiano (n. 1797)
- 1857 - James Cochran Dobbin, politico statunitense (n. 1814)
- 1859 - Giovanni Maria Vianney, presbitero francese (n. 1786)
- 1861 - Angelo Visconti, pittore italiano (n. 1829)
- 1865 - William Edmonstoune Aytoun, avvocato e poeta britannico (n. 1813)
- 1865 - Makarios I di Cipro, arcivescovo ortodosso e politico cipriota
- 1867 - Phan Thanh Giản, vietnamita (n. 1796)
- 1869 - Antonio Lombardini, politico e matematico italiano (n. 1794)
- 1870 - Abel Douay, generale francese (n. 1809)
- 1870 - Franz Josef Ruprecht, botanico austriaco (n. 1814)
- 1871 - Giustino Quadrari, presbitero, filologo e archeologo italiano (n. 1802)
- 1873 - Viktor Aleksandrovič Hartmann, pittore e architetto russo (n. 1834)
- 1874 - John Catlin, politico e avvocato statunitense (n. 1803)
- 1875 - Hans Christian Andersen, scrittore e poeta danese (n. 1805)
- 1877 - Karl Friedrich von Steinmetz, generale tedesco (n. 1796)
- 1878 - Maurice Barman, politico svizzero (n. 1808)
- 1878 - Giorgio Pallavicino Trivulzio, patriota e politico italiano (n. 1796)
- 1878 - Costantino Rosa, pittore italiano (n. 1803)
- 1878 - William Mac Guckin de Slane, militare e arabista francese (n. 1801)
- 1879 - Adelaide Kemble, cantante lirica e scrittrice inglese (n. 1815)
- 1882 - Ludwig Otto Hesse, matematico tedesco (n. 1811)
- 1882 - Faustino Malaspina, magistrato e politico italiano (n. 1809)
- 1883 - August Howaldt, ingegnere tedesco (n. 1809)
- 1884 - Francesco Canneti, musicista e compositore italiano (n. 1807)
- 1885 - Anna Plochl, nobile austriaca (n. 1804)
- 1885 - Visakham Thirunal, principe indiano (n. 1837)
- 1886 - Samuel J. Tilden, politico e avvocato statunitense (n. 1814)
- 1889 - Carl Amand Mangold, compositore e direttore d'orchestra tedesco (n. 1813)
- 1890 - Émile Lévy, pittore e illustratore francese (n. 1826)
- 1890 - Ivan Mažuranić, poeta croato (n. 1814)
- 1891 - William Legge, V conte di Dartmouth, politico inglese (n. 1823)
- 1892 - Theodor Engelbrecht, medico tedesco (n. 1813)
- 1892 - Ernestine Rose, attivista polacca (n. 1810)
- 1894 - Lucy Madox Brown, pittrice, modella e scrittrice inglese (n. 1843)
- 1895 - Pasquale Landi, chirurgo italiano (n. 1817)
- 1898 - Sylwester Sembratowicz, cardinale e arcivescovo cattolico ucraino (n. 1836)
- 1899 - Floriano Pietrocola, pittore e miniatore italiano (n. 1809)
- 1900 - Jacob D. Cox, avvocato e generale statunitense (n. 1828)
- 1900 - Isaak Il'ič Levitan, pittore e docente russo (n. 1860)

## XX secolo(218)
- 1902 - Wilhelm Kiesselbach, medico tedesco (n. 1839)
- 1903 - Nicolò Coccon, organista, compositore e direttore di coro italiano (n. 1826)
- 1903 - Wilhelm von Schwarz-Senborn, educatore, economista e nobile austriaco (n. 1816)
- 1904 - Andrea Calenda di Tavani, politico e prefetto italiano (n. 1831)
- 1904 - Christoph von Sigwart, filosofo e logico tedesco (n. 1830)
- 1905 - Giuseppe Ferrari, pittore italiano (n. 1843)
- 1905 - Walther Flemming, biologo tedesco (n. 1843)
- 1906 - John Manners, VII duca di Rutland, scrittore inglese (n. 1818)
- 1906 - Daniel Wesson, inventore e imprenditore statunitense (n. 1825)
- 1906 - José de Camargo Barros, vescovo cattolico brasiliano (n. 1858)
- 1908 - Marthe Abran, pittrice e scultrice francese (n. 1866)
- 1908 - Giuseppe Chiarini, letterato e critico letterario italiano (n. 1833)
- 1908 - Bronson Howard, commediografo, drammaturgo e giornalista statunitense (n. 1842)
- 1910 - Hippolyte Camille Delpy, pittore francese (n. 1842)
- 1910 - Heinrich Julius Holtzmann, teologo tedesco (n. 1832)
- 1911 - Franklin Hiram King, agronomo statunitense (n. 1848)
- 1911 - Urbano Rattazzi, giurista italiano (n. 1845)
- 1912 - Otto Dumke, calciatore tedesco (n. 1887)
- 1912 - Antonio Jatta, agronomo e politico italiano (n. 1852)
- 1913 - Maurice Dumarest, ufficiale, collezionista d'arte e mecenate francese (n. 1831)
- 1913 - Étienne Laspeyres, economista e statistico tedesco (n. 1834)
- 1913 - Luigi Mapelli, compositore e direttore d'orchestra italiano (n. 1855)
- 1914 - Hubertine Auclert, attivista francese (n. 1848)
- 1916 - Frédéric Janssoone, religioso francese (n. 1838)
- 1916 - Galeazzo Sommi Picenardi, ufficiale italiano (n. 1870)
- 1917 - Kristian Birch-Reichenwald Aars, filosofo e psicologo norvegese (n. 1868)
- 1917 - Noel Godfrey Chavasse, militare e medico britannico (n. 1884)
- 1917 - Paul Porel, attore e direttore teatrale francese (n. 1843)
- 1917 - Cesare Francesco Ricotti-Magnani, generale e politico italiano (n. 1822)
- 1918 - Bartolomeo Arrigoni, aviatore e militare italiano (n. 1890)
- 1918 - Filippo Mola, pittore italiano (n. 1849)
- 1918 - Murad di Sebastia, politico, militare e rivoluzionario armeno (n. 1874)
- 1919 - Giambattista Casoni, giornalista e politico italiano (n. 1830)
- 1920 - Vittore Grubicy de Dragon, pittore, incisore e critico d'arte italiano (n. 1851)
- 1921 - Pietro Alibrandi, ingegnere italiano (n. 1859)
- 1921 - Ida del Liechtenstein, principessa austriaca (n. 1839)
- 1921 - Filippo Nani Mocenigo, politico e storico italiano (n. 1847)
- 1921 - Thomas Stangl, filologo classico e docente tedesco (n. 1854)
- 1922 - Nikolaj Apollonovič Beleljubskij, ingegnere e scienziato russo (n. 1845)
- 1922 - Ismail Enver, generale e politico ottomano (n. 1881)
- 1922 - David Frishman, poeta, giornalista e critico letterario russo (n. 1865)
- 1922 - Nikolaj Nebogatov, ammiraglio russo (n. 1849)
- 1923 - Giacomo Curreno, avvocato e politico italiano (n. 1868)
- 1925 - Charles W. Clark, baritono statunitense (n. 1865)
- 1925 - Arthur von Gerlach, regista teatrale e regista cinematografico tedesco (n. 1876)
- 1925 - Carlo Viola, geologo italiano (n. 1855)
- 1925 - Caroline von Knorring, fotografa svedese (n. 1841)
- 1926 - Yun Sim-deok, cantante coreana (n. 1897)
- 1926 - Sultan II bin Zayed Al Nahyan, sovrano emiratino (n. 1881)
- 1927 - Eugène Atget, fotografo francese (n. 1857)
- 1927 - Giuseppe Muscat Azzopardi, avvocato, scrittore e linguista maltese (n. 1853)
- 1929 - Carl Auer von Welsbach, inventore e chimico austriaco (n. 1858)
- 1930 - Siegfried Wagner, compositore e direttore d'orchestra tedesco (n. 1869)
- 1931 - Prabhu Narayan Singh, principe indiano (n. 1855)
- 1931 - Daniel Hale Williams, cardiochirurgo statunitense (n. 1856)
- 1932 - James Oppenheim, poeta, scrittore e editore statunitense (n. 1882)
- 1934 - Émile Champion, maratoneta francese (n. 1879)
- 1934 - Sofronio Pocarini, pittore, poeta e giornalista italiano (n. 1898)
- 1938 - Rudolf G. Binding, scrittore tedesco (n. 1867)
- 1938 - Pearl White, attrice e cantante statunitense (n. 1889)
- 1939 - Adolf Langfeld, politico tedesco (n. 1854)
- 1940 - Ludwig Meyländer genannt Rogalla von Bieberstein, militare tedesco (n. 1873)
- 1940 - Vladimir Žabotinskij, politico russo (n. 1880)
- 1941 - Mihály Babits, poeta ungherese (n. 1883)
- 1941 - Michail Nicolaevič Savojarov, compositore, cantante e poeta russo (n. 1876)
- 1942 - Alberto Franchetti, compositore italiano (n. 1860)
- 1942 - Jeanette Loff, attrice e cantante statunitense (n. 1906)
- 1944 - Krzysztof Kamil Baczyński, poeta polacco (n. 1921)
- 1944 - Ian Bazalgette, militare e aviatore canadese (n. 1918)
- 1944 - Georges Dillon-Kavanagh, schermidore francese (n. 1873)
- 1944 - Aldo Mei, presbitero italiano (n. 1912)
- 1944 - Vera Apollonovna Obolenskaja, partigiana russa (n. 1911)
- 1945 - Gerhard Gentzen, matematico e logico tedesco (n. 1909)
- 1947 - Giuseppina Pizzigoni, pedagogista, educatrice e insegnante italiana (n. 1870)
- 1948 - David Danskin, calciatore scozzese (n. 1863)
- 1948 - Mileva Marić, fisica serba (n. 1875)
- 1948 - Enrico Sibilia, cardinale e arcivescovo cattolico italiano (n. 1861)
- 1949 - Liberato Pinto, politico portoghese (n. 1880)
- 1950 - Günther Krampf, direttore della fotografia austriaco (n. 1899)
- 1950 - Georges-Émile Lebacq, pittore belga (n. 1876)
- 1951 - Solveig Gladtved, attrice norvegese
- 1951 - Josef Kaltenbrunner, calciatore austriaco (n. 1888)
- 1951 - Ernst von Weizsäcker, diplomatico tedesco (n. 1882)
- 1953 - Francisc Șirato, pittore e disegnatore rumeno (n. 1877)
- 1954 - Harald Paulsen, attore e regista tedesco (n. 1895)
- 1955 - Filippo Anivitti, pittore italiano (n. 1876)
- 1955 - Jules Rossignol, schermidore francese (n. 1869)
- 1956 - Grigorij Abramovič Šajn, astrofisico sovietico (n. 1892)
- 1957 - Erville Alderson, attore statunitense (n. 1881)
- 1957 - Washington Luís Pereira de Sousa, politico brasiliano (n. 1869)
- 1958 - Maurizio Ascoli, medico italiano (n. 1876)
- 1958 - Italo Griselli, scultore italiano (n. 1880)
- 1958 - Salama Musa, giornalista egiziano (n. 1887)
- 1958 - Giulio Ronga, magistrato e politico italiano (n. 1871)
- 1958 - Bella Starace Sainati, attrice italiana (n. 1878)
- 1958 - Oddo Stocco, presbitero italiano (n. 1892)
- 1958 - Paolo Treves, politico, pubblicista e politologo italiano (n. 1908)
- 1959 - Ioan Bălan, vescovo cattolico rumeno (n. 1880)
- 1960 - Franciszek Cebulak, calciatore polacco (n. 1906)
- 1960 - Luigi Grosso, generale italiano (n. 1885)
- 1960 - Cesare Martuzzi, compositore e direttore di coro italiano (n. 1885)
- 1960 - Luigi Poggia, calciatore italiano (n. 1901)
- 1961 - George Brudenell-Bruce, VI marchese di Ailesbury, ufficiale inglese (n. 1873)
- 1961 - Francesco Musotto, politico italiano (n. 1881)
- 1961 - Maurice Tourneur, regista, sceneggiatore e produttore cinematografico francese (n. 1873)
- 1961 - Victor van Strydonck de Burkel, generale belga (n. 1876)
- 1962 - Jean Brichaut, calciatore belga (n. 1911)
- 1962 - Hakob Melk'owmyan, generale e scrittore sovietico (n. 1885)
- 1962 - Marilyn Monroe, attrice, cantante e modella statunitense (n. 1926)
- 1963 - Martin Grase, generale tedesco (n. 1891)
- 1963 - Tom Keene, attore statunitense (n. 1896)
- 1963 - Yadvendra Singh Judeo, principe e politico indiano (n. 1893)
- 1964 - Amerigo Gomez, giornalista e regista radiofonico italiano (n. 1915)
- 1965 - Ján Vojtaššák, vescovo cattolico slovacco (n. 1877)
- 1966 - Libero Altomare, poeta italiano (n. 1883)
- 1966 - Betty Arlen, attrice e ballerina statunitense (n. 1909)
- 1966 - Andrea De Pino, giornalista e attore italiano (n. 1892)
- 1966 - Howard Jackson, compositore statunitense (n. 1900)
- 1966 - John Northcott, generale australiano (n. 1890)
- 1966 - Helen Tamiris, coreografa, ballerina e insegnante statunitense (n. 1905)
- 1967 - Alberto Bayo, generale, scrittore e poeta cubano (n. 1892)
- 1967 - Frank DeSimone, mafioso statunitense (n. 1909)
- 1967 - Benoît Falchetto, pilota automobilistico francese (n. 1885)
- 1968 - Torquato Baglioni, politico italiano (n. 1895)
- 1968 - Beni Virtzberg, scrittore tedesco (n. 1928)
- 1969 - Francesco Egidi, filologo italiano (n. 1880)
- 1971 - Georg Maurer, poeta e saggista tedesco (n. 1907)
- 1972 - Ján Jamnický, attore, regista teatrale e sceneggiatore slovacco (n. 1908)
- 1972 - Norah Lange, scrittrice e poetessa argentina (n. 1905)
- 1972 - Tor Norberg, ginnasta svedese (n. 1880)
- 1973 - Tania Balachova, attrice francese (n. 1902)
- 1973 - Eddie Condon, musicista e chitarrista statunitense (n. 1905)
- 1973 - Gustav Freij, lottatore svedese (n. 1922)
- 1974 - Cesare Angelini, politico e sindacalista italiano (n. 1901)
- 1974 - Silver Sirotti, funzionario italiano (n. 1949)
- 1975 - Francesco Ferrari, politico italiano (n. 1905)
- 1976 - Enrique Angelelli, vescovo cattolico argentino (n. 1923)
- 1976 - Luigina Giavotti, ginnasta italiana (n. 1916)
- 1977 - Ernst Bloch, scrittore e filosofo tedesco (n. 1885)
- 1978 - Lilja Jur'evna Brik, scrittrice, attrice e scultrice sovietica (n. 1891)
- 1978 - Tinsley Randolph Harrison, medico statunitense (n. 1900)
- 1978 - Antonio Priolo, patriota e politico italiano (n. 1891)
- 1979 - Ivar Johansson, lottatore svedese (n. 1903)
- 1980 - Giovanni Bolzoni, allenatore di calcio e calciatore italiano (n. 1905)
- 1980 - Willis D. Crittenberger, generale statunitense (n. 1890)
- 1980 - Duke Pearson, pianista e compositore statunitense (n. 1932)
- 1980 - Vicente de la Mata, calciatore argentino (n. 1918)
- 1981 - Melvyn Douglas, attore statunitense (n. 1901)
- 1981 - Ettore Papadia, calciatore italiano (n. 1898)
- 1982 - Antônio Luiz de Barros Nunes, cestista brasiliano (n. 1909)
- 1982 - Bruce Goff, architetto statunitense (n. 1904)
- 1982 - Ñico Saquito, musicista, chitarrista e cantante cubano (n. 1901)
- 1983 - Franco Castellani, attore italiano (n. 1915)
- 1983 - Jurij Borisovič Levitan, conduttore radiofonico sovietico (n. 1914)
- 1983 - Alfred Nakache, nuotatore e pallanuotista francese (n. 1915)
- 1983 - Eligio Peretti, calciatore italiano (n. 1901)
- 1984 - Walter Burke, attore statunitense (n. 1908)
- 1984 - Donald Johnston, canottiere statunitense (n. 1899)
- 1984 - Mary Miles Minter, attrice statunitense (n. 1902)
- 1984 - Edmon Ryan, attore statunitense (n. 1905)
- 1984 - Roman Irinarchovič Tichomirov, regista cinematografico sovietico (n. 1915)
- 1985 - Leonid Aleksandrovič Antonov, regista cinematografico sovietico (n. 1909)
- 1985 - Adolph Braeckeveldt, ciclista su strada belga (n. 1912)
- 1986 - Gianmario Balzarini, psicoterapeuta italiano (n. 1945)
- 1986 - Federico Roncarolo, calciatore italiano (n. 1914)
- 1987 - Dick Farney, cantante, showman e pianista brasiliano (n. 1921)
- 1987 - Ruggiero Lattanzio, chirurgo italiano (n. 1912)
- 1987 - Gé Regter, pallanuotista olandese (n. 1916)
- 1987 - Glauco Signorini, calciatore italiano (n. 1913)
- 1988 - Allan Adair, generale inglese (n. 1897)
- 1988 - Marisa Bellisario, dirigente d'azienda italiana (n. 1935)
- 1988 - Angelo Mangini, chimico italiano (n. 1905)
- 1988 - Doko Toshio, manager giapponese (n. 1896)
- 1989 - Giovanni Allegra, ispanista italiano (n. 1935)
- 1989 - Paolo Baffi, economista e banchiere italiano (n. 1911)
- 1989 - Maurice Colbourne, attore britannico (n. 1939)
- 1989 - Paul Murry, fumettista statunitense (n. 1911)
- 1989 - Felice Musazzi, attore teatrale, commediografo e regista teatrale italiano (n. 1921)
- 1989 - William Wallace Smith, predicatore e religioso statunitense (n. 1900)
- 1990 - Ian Allison, cestista canadese (n. 1909)
- 1990 - Jean Château, psicologo francese (n. 1908)
- 1990 - Norman Malcolm, filosofo statunitense (n. 1911)
- 1990 - Ettore Maserati, ingegnere e imprenditore italiano (n. 1894)
- 1990 - Pierre Nguyễn Huy Mai, vescovo cattolico vietnamita (n. 1913)
- 1990 - Francis Rowinski, vescovo vetero-cattolico polacco (n. 1918)
- 1991 - Evgenij Fëdorovič Dragunov, ingegnere e progettista sovietico (n. 1920)
- 1991 - Emil Čakărov, direttore d'orchestra bulgaro (n. 1948)
- 1992 - Cesarina Gualino, ballerina, pittrice e collezionista d'arte italiana (n. 1890)
- 1992 - Seichō Matsumoto, scrittore giapponese (n. 1909)
- 1992 - František Tomášek, cardinale e arcivescovo cattolico ceco (n. 1899)
- 1993 - Kenny Drew, pianista statunitense (n. 1928)
- 1993 - Jack Dwan, cestista statunitense (n. 1921)
- 1993 - John Pickard, attore statunitense (n. 1913)
- 1994 - Arrigo Fibbi, calciatore italiano (n. 1913)
- 1994 - Giovanni Spadolini, politico, storico e giornalista italiano (n. 1925)
- 1994 - Rolf Greger Strøm, slittinista norvegese (n. 1940)
- 1994 - Amelio Tagliaferri, economista, storico e archeologo italiano (n. 1925)
- 1995 - Gilberto Bernardini, fisico italiano (n. 1906)
- 1995 - Jean-Pierre Frisch, calciatore lussemburghese (n. 1908)
- 1995 - James Howard Marshall II, imprenditore e avvocato statunitense (n. 1905)
- 1995 - Antonio Leonviola, regista cinematografico e sceneggiatore italiano (n. 1913)
- 1996 - Kiyoshi Atsumi, attore giapponese (n. 1928)
- 1996 - Willard Brown, giocatore di baseball statunitense (n. 1915)
- 1996 - Aldo Cucinelli, politico italiano (n. 1922)
- 1996 - Mario Simoni, ciclista su strada italiano (n. 1911)
- 1996 - André Trochut, ciclista su strada francese (n. 1931)
- 1997 - Jeanne Calment, supercentenaria francese (n. 1875)
- 1997 - Ariel Maughan, cestista statunitense (n. 1923)
- 1998 - Jurij Petrovič Artjuchin, cosmonauta sovietico (n. 1930)
- 1998 - Davide Pacanowski, ingegnere e architetto polacco (n. 1905)
- 1998 - Belisario Randone, sceneggiatore e regista italiano (n. 1906)
- 1999 - Liselott Linsenhoff, cavallerizza tedesca (n. 1927)
- 1999 - Victor Mature, attore statunitense (n. 1913)
- 1999 - Olavi Salminen, pentatleta finlandese (n. 1920)
- 1999 - Carl Toms, scenografo e costumista britannico (n. 1927)
- 2000 - Marcos Gregorio McGrath, arcivescovo cattolico statunitense (n. 1924)
- 2000 - Viktor Abrosimovič Petrov, regista sovietico (n. 1939)
- 2000 - Halyna Zubčenko, pittrice ucraina (n. 1929)

## XXI secolo(107)
- 2001 - Flavio Danieli, generale e aviatore italiano (n. 1913)
- 2001 - Jack Maple, poliziotto statunitense (n. 1952)
- 2001 - Lorenzo Music, doppiatore, sceneggiatore e attore statunitense (n. 1937)
- 2003 - Vittorio Benelle, calciatore italiano (n. 1915)
- 2003 - Dionigi Coppo, politico e sindacalista italiano (n. 1921)
- 2003 - Angelo Quintavalle, calciatore italiano (n. 1947)
- 2003 - Frederick Chapman Robbins, medico e biologo statunitense (n. 1916)
- 2003 - František Vlk, calciatore cecoslovacco (n. 1925)
- 2003 - James Welch, scrittore e poeta statunitense (n. 1940)
- 2004 - Metin Erksan, regista e sceneggiatore turco (n. 1929)
- 2004 - Frank Maxwell, attore statunitense (n. 1916)
- 2004 - Johannes van der Ploeg, presbitero e teologo olandese (n. 1909)
- 2005 - Léopold Gernaey, calciatore belga (n. 1927)
- 2005 - Sue Gunter, cestista e allenatrice di pallacanestro statunitense (n. 1941)
- 2005 - Dorothy Sunrise Lorentino, insegnante nativa americana (n. 1909)
- 2005 - Riccardo Masini, giocatore di biliardo italiano (n. 1977)
- 2005 - Little Milton, musicista e cantante statunitense (n. 1934)
- 2005 - Johan Runge, sollevatore danese (n. 1924)
- 2006 - John Locke, tastierista statunitense (n. 1943)
- 2006 - Alberto Stefani, politico svizzero (n. 1918)
- 2006 - Hans-Rudolf Wiedemann, pediatra e scrittore tedesco (n. 1915)
- 2007 - Lee Hazlewood, cantante, compositore e produttore discografico statunitense (n. 1929)
- 2007 - Raul Hilberg, storico statunitense (n. 1926)
- 2007 - Fritz Stocker, ciclista su strada e pistard svizzero (n. 1920)
- 2007 - Ruth Zechlin, compositrice, clavicembalista e organista tedesca (n. 1926)
- 2008 - Maria Luisa Cassanmagnago Cerretti, politica italiana (n. 1929)
- 2008 - Benito Di Bella, baritono italiano (n. 1940)
- 2008 - Laura Diaz, politica italiana (n. 1920)
- 2008 - Craig Jones, pilota motociclistico britannico (n. 1985)
- 2008 - Sergio Maciel, calciatore argentino (n. 1965)
- 2008 - Johny Thio, calciatore belga (n. 1944)
- 2009 - Hirotsugu Akaike, statistico giapponese (n. 1927)
- 2009 - Francesco Mastrogiovanni, anarchico italiano (n. 1951)
- 2011 - Sergio Bettini, calciatore italiano (n. 1940)
- 2011 - Naoki Matsuda, calciatore giapponese (n. 1977)
- 2011 - Conrad Schnitzler, tastierista, chitarrista e compositore tedesco (n. 1937)
- 2011 - Costanzo Valli, politico e funzionario italiano (n. 1937)
- 2011 - Sherman White, cestista statunitense (n. 1928)
- 2011 - Giorgio Zamboni, medico e filosofo italiano (n. 1943)
- 2012 - Giuseppe Coco, disegnatore italiano (n. 1936)
- 2012 - Renato Nicolini, architetto, politico e drammaturgo italiano (n. 1942)
- 2012 - Arnie Risen, cestista statunitense (n. 1924)
- 2013 - Wilf Carter, calciatore inglese (n. 1933)
- 2013 - Art Donovan, giocatore di football americano statunitense (n. 1924)
- 2013 - Bill Hoskyns, schermidore britannico (n. 1931)
- 2013 - Renato Ruggiero, diplomatico e politico italiano (n. 1930)
- 2013 - Sandy Woodward, ammiraglio britannico (n. 1932)
- 2014 - Carmen de Lirio, attrice e cantante spagnola (n. 1926)
- 2014 - Sergio Urrego, colombiano (n. 1997)
- 2015 - Takashi Amano, fotografo, naturalista e designer giapponese (n. 1954)
- 2015 - Achim Hill, canottiere tedesco (n. 1935)
- 2015 - Krystyna Pabjańczyk, cestista polacca (n. 1940)
- 2015 - Cesare Paolantonio, pittore italiano (n. 1937)
- 2015 - John Rudometkin, cestista statunitense (n. 1940)
- 2016 - Alexandru Meszaros, calciatore romeno (n. 1933)
- 2016 - Patrice Munsel, soprano statunitense (n. 1925)
- 2016 - Charles Toubé, calciatore camerunese (n. 1958)
- 2017 - Raffaele Calabro, vescovo cattolico italiano (n. 1940)
- 2017 - Bruno Canfora, direttore d'orchestra, compositore e arrangiatore italiano (n. 1924)
- 2017 - Gert Hofbauer, direttore d'orchestra austriaco (n. 1937)
- 2017 - Guido Scagliarini, pilota automobilistico italiano (n. 1914)
- 2017 - Luiz Melodia, cantante, musicista e compositore brasiliano (n. 1951)
- 2018 - Armando Giuranna, attivista italiano (n. 1945)
- 2018 - Giancarlo Martini, ciclista su strada italiano (n. 1936)
- 2018 - Tommy Peoples, compositore e violinista irlandese (n. 1948)
- 2019 - Leonardo Botta, attore italiano (n. 1931)
- 2019 - Bernie Frost, chitarrista inglese
- 2019 - Harald Nickel, calciatore tedesco (n. 1953)
- 2019 - Larry Rakestraw, giocatore di football americano statunitense (n. 1942)
- 2019 - Victor Scerri, calciatore maltese (n. 1929)
- 2020 - Frances E. Allen, informatica statunitense (n. 1932)
- 2020 - Brent Carver, attore e cantante canadese (n. 1951)
- 2020 - Rajko Dujmić, cantautore e produttore discografico croato (n. 1954)
- 2020 - Billy Goldenberg, compositore, arrangiatore e pianista statunitense (n. 1936)
- 2020 - Willie Hunter, allenatore di calcio e calciatore scozzese (n. 1940)
- 2020 - Maurice Megennis, sollevatore britannico (n. 1929)
- 2020 - Irena Sedlecká, scultrice ceca (n. 1928)
- 2020 - Andre Spencer, cestista statunitense (n. 1964)
- 2020 - Sergio Zavoli, giornalista, scrittore e politico italiano (n. 1923)
- 2021 - Bobby Eaton, wrestler statunitense (n. 1958)
- 2021 - Bianca Maria Fiorillo, politica italiana (n. 1945)
- 2021 - Paul Johnson, disc jockey e produttore discografico statunitense (n. 1971)
- 2021 - Graham McRae, pilota automobilistico neozelandese (n. 1940)
- 2021 - J.R. Richard, giocatore di baseball statunitense (n. 1950)
- 2022 - Johnny Famechon, pugile francese (n. 1945)
- 2022 - Emiliano Giordano, calciatore e allenatore di calcio italiano (n. 1937)
- 2022 - Pietro Nascimbene, ciclista su strada italiano (n. 1930)
- 2023 - Michele Achilli, politico e urbanista italiano (n. 1931)
- 2023 - Boniface Alexandre, politico haitiano (n. 1936)
- 2023 - Aldo Bernardini, storico del cinema e critico cinematografico italiano (n. 1935)
- 2023 - Giovanni Corridori, effettista italiano (n. 1939)
- 2023 - Andreas Däscher, saltatore con gli sci svizzero (n. 1927)
- 2023 - Jango Edwards, attore, cantante e showman statunitense (n. 1950)
- 2023 - John Gosling, tastierista britannico (n. 1948)
- 2023 - Giorgio Macchi, ingegnere italiano (n. 1930)
- 2023 - Idris, giornalista, personaggio televisivo e opinionista gambiano (n. 1951)
- 2024 - Nicodème Anani Barrigah-Benissan, arcivescovo cattolico togolese (n. 1963)
- 2024 - Charles Cyphers, attore statunitense (n. 1939)
- 2024 - Tsung-Dao Lee, fisico cinese (n. 1926)
- 2024 - Miguel Ángel Gómez Martínez, compositore e direttore d'orchestra spagnolo (n. 1949)
- 2024 - Juan Ramón Martínez, calciatore salvadoregno (n. 1948)
- 2025 - Marco Bonamico, cestista italiano (n. 1957)
- 2025 - Jane Morgan, cantante e compositrice statunitense (n. 1924)
- 2025 - Talğat Mūsabaev, cosmonauta kazako (n. 1951)
- 2025 - Angelo Maria Ricci, fumettista e illustratore italiano (n. 1946)
- 2025 - James Whale, conduttore radiofonico, conduttore televisivo e scrittore britannico (n. 1951)
- 2025 - Eldar Šengelaja, regista, sceneggiatore e politico georgiano (n. 1933)

## Senza anno specificato(1)
- Goffredo II di Donzy, nobile francese